# Martin Písařík
Martin Písařík (* 1. července 1979 Praha) je český televizní a divadelní herec, dabér, moderátor a hudebník.

## Životopis
Martin Písařík se od útlého věku věnuje herectví. V deseti letech vstoupil do skautského oddílu Dvojka a začal hrát v amatérském divadle Radar. První roli ve filmu získal jako chlapec ve filmu Městem chodí Mikuláš, kde si zahrál vedlejší roli Mikuláše Arnošta.
Po studiu na hudebně-dramatickém oboru Pražské konzervatoře (ve třídě prof. Gabriely Vránové a Vladislava Beneše) dostal pozvání Petra Lébla do Divadla Na zábradlí, kde nastudoval hlavní roli ve hře Plukovník Pták, a také v Revizorovi.
Žije v Praze.

### Činohra
Od roku 1999 účinkuje v Městských divadlech pražských, hostuje také v divadlech Na Jezerce, Divadlo Radar, Ta Fantastika, Divadle Broadway, Rubín a hostoval i v Shakespearovských slavnostech, na mimopražských scénách v Příbrami a v Městském divadle Most.

### Film
Většina lidí si Martina Písaříka spojuje se seriálem Ordinace v růžové zahradě jako doktora Všetečku nebo s filmem Ro(c)k podvraťáků, kde hrál své nejslavnější role. Objevil se také v dětské filmové komedii Ať žijí rytíři!, kde hrál jednoho ze tří loupežníků, vedle známých herců jako Pavel Kříž nebo David Prachař.

### Dabing
Často dabuje v televizních seriálech – příklad v seriálu Dr. House patří jeho hlas doktoru Chaseovi nebo v seriálu Hvězdná brána v posledních sériích postavu Camerona Mitchela.

### Hudebník
Vystupuje jako kytarista, skladatel a textař s vlastní skupinou Bojkot Production, založil také skupinu Akustik. Pro pěveckou činnost a muzikálové herectví si doplnil studium na Konzervatoři Jaroslava Ježka v Praze.

## Herecká filmografie – výběr

### Filmy
- Princezna zakletá v čase (2020)
- Czech Made Man (2011)
- Hranaři (2011)
- Ať žijí rytíři! (2009)
- Ro(c)k podvraťáků (2006)
- Snowboarďáci (2004)
- Záhada hlavolamu (1993)
- Městem chodí Mikuláš (1992)

### Seriály
- Krejzovi
- Doktoři z Počátků – Jaroušek
- Ententýky (2012) – Franta Chrpa
- Ať žijí rytíři!
- Cesty domů
- Trapasy
- Ordinace v růžové zahradě

### Cestovatelské seriály
- Bedekr – Francie 2. (2017), Itálie (2018), Benelux (2019), Polsko (2021), Chorvatsko (2022), Španělsko (2023), Velká Británie (2024)
- Po jedné stopě - Irák, Západní Afrika (2020)

## Dabérská filmografie – výběr

### Spjatí herci
- Sam Worthington
- James Franco
- Ben Browder

### Seriály
- Dexter – Christian Camargo (Rudy Cooper)
- Dr. House – Jesse Spencer (Dr. Robert Chase)
- Jak jsem poznal vaši matku – Josh Radnor (Ted Mosby)
- Hrdinové – Milo Ventimiglia (Peter Petrelli)
- Zoufalé manželky – Jesse Metcalfe (John Rowland)
- Kriminálka Las Vegas – Vicellous Shannon (Aaron James)
- Will a Grace – Sean Hayes (Jack McFarland)
- Hvězdná brána – Ben Browder (Cameron Mitchell)
- Smallville – Eric Johnson (Whitney Fordman)
- Upíří deníky – Paul Wesley (Stefan Salvatore)
- Hra o trůny – Kit Harington (Jon Sníh)
- Bridgertonovi – Jonathan Bailey (Anthony Bridgerton)

### Filmy
- Souboj Titánů – Sam Worthington (Perseus)
- Good Bye, Lenin! – Daniel Brühl (Alexander Kerner)
- Rivalové – Daniel Brühl (Niki Lauda)
- Piráti z Karibiku: Na vlnách podivna – Sam Claflin (Philip)
- Zrození Planety opic – James Franco (Will Rodman)
- Nezapomeň na mě – Robert Pattinson (Tyler Hawkins)
- Zatím spolu, zatím živí – Paul Dano (Simon)
- Avatar – Sam Worthington (Jake Sully)
- Ratatouille – Patton Oswalt (myšák Remy)
- Rocky Balboa – Milo Ventimiglia (Robert Balboa Junior)
- Superman se vrací – Brandon Routh (Superman)
- Super Mario Bros. ve filmu – Chris Pratt (Mario)
- S.W.A.T. – Jednotka rychlého nasazení – Jeremy Renner (Brian Gamble)
- S barvou ven aneb kondomedie (Franck)